# Association générale des travailleurs allemands
Pour les articles homonymes, voir ADAV.
L'Association générale des travailleurs allemands (en allemand Allgemeiner Deutscher Arbeiterverein, abrégé en ADAV) fut le premier parti ouvrier d'Allemagne. Il a été créé le 23 mai 1863 par Ferdinand Lassalle à Leipzig, dans le royaume de Saxe. Il a cessé son existence en 1875, lorsqu'il fusionna avec le SDAP d'August Bebel et Wilhelm Liebknecht pour former le Parti socialiste ouvrier d'Allemagne, renommé par la suite Parti social-démocrate d'Allemagne (SPD). L'ADAV fut le premier parti ouvrier allemand, créé en Prusse avant l'unification allemande au sein de l'Empire allemand. Ses membres furent baptisés en Allemagne les Lassalliens.

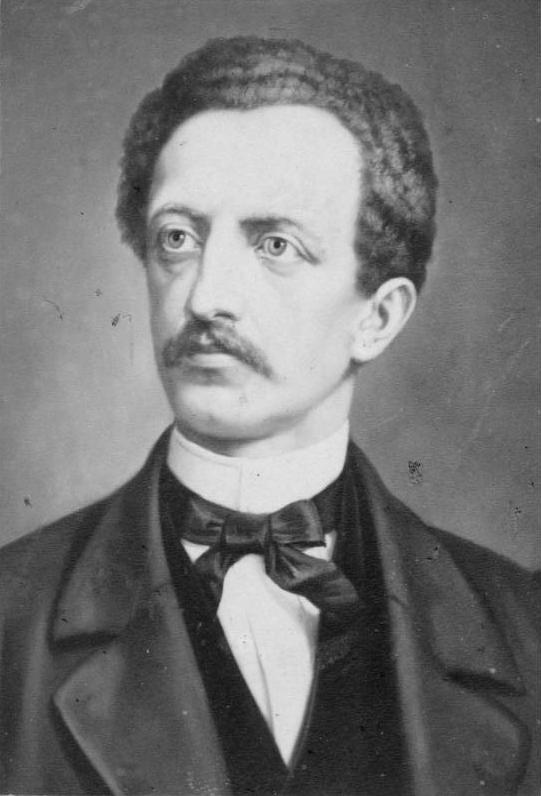
Ferdinand Lassalle.

L'association fut fondée par Lassalle et douze délégués des plus importantes villes allemandes : Brême, Dresde, Düsseldorf, Elberfeld, Francfort, Hambourg, Harburg, Cologne, Leipzig, Mayence et Solingen. Environ 600 travailleurs étaient présents, ayant emprunté la nouvelle ligne ferroviaire Dresde - Leipzig. 
Lassalle fut président de mai 1863 au 31 août 1864. Il avait espéré des milliers d'adhésions, mais en 1864 il n'y en avait que 4 600 ; la fusion avec le SDAP devint la meilleure option pour gagner de l'influence. L'ADAV était en partie financée par des fonds collectés par Lassalle grâce à ses relations personnelles. C'est l'une de ses relations qui le provoqua en 1864 au duel où il perdit la vie. À la mort de Lasalle en août 1864, Sophie von Hatzfeld, tente de reprendre officieusement la présidence de l'ADAV ou de placer ses propres candidats tel que Bernhard Becker (de), sans succès  puisque ce dernier devra démissionner,.
Les opinions étaient tranchées au sein de l'ADAV entre les strictes adeptes du socialisme et de la social-démocratie. Wilhelm Liebknecht fut un de ses membres jusqu'en 1865, mais lorsque l'ADAV coopérât avec le gouvernement de Bismarck, comme sur la question du suffrage féminin, Liebknecht s'en détacha. Il avait écrit pour le journal de l'association Der Sozial-Demokrat mais devint en désaccord avec les positions pro-prussiennes du journal, il l'abandonna, d'abord pour créer le Parti populaire saxon avec August Bebel, puis en 1869 il devint le cofondateur du Parti ouvrier social-démocrate (Sozialdemokratische Arbeiterpartei, SDAP) à Eisenach en tant que section de l'Association internationale des travailleurs, la Première Internationale.
Liebknecht rencontra ses anciens camarades de l'ADAV, que le manque de support de leur parti convainquit de joindre leurs forces à celles du SDAP en 1875. Avec le SDAP, l'ADAV forma le nouveau Parti ouvrier socialiste d'Allemagne (Sozialistische Arbeiterpartei Deutschlands, SAPD) à la Conférence de l'Unité socialiste à Gotha : leur manifeste devint le programme de Gotha. Il appelait à la reconnaissance du suffrage « universel, égal et direct », qui devint ultérieurement partie intégrante de la constitution de la République de Weimar. En 1890 le parti fut renommé Sozialdemokratische Partei Deutschlands (SPD), Parti social-démocrate d'Allemagne, et il existe toujours sous ce nom aujourd'hui.